# Kev Walker
Kevin "Kev" Walker es un historietista británico, con residencia en Leeds, que ha trabajado principalmente para cómics de 2000 AD y Warhammer, así como en el juego de cartas coleccionable Magic: El encuentro. En la actualidad trabaja para Marvel Comics.

## Biografía
Walker empezó su carrera en 1987, dibujando para Future Shocks, de 2000 AD, tras lo que trabajó en Judge Dredd, Rogue Trooper (entintando los dibujos de Steve Dillon), ABC Warriors y Judge Anderson. Durante este periodo Walker también escribió varias historias, como Daemonifuge y The Inspectre, a menudo con el coautor Jim Campbell. En su reseña de Daemonifuge: The Screaming Cage, el crítico Don D'Ammassa escribió: "Los dibujos son, en su mayoría, excelentes." Jeff Zaleski escribió: "La escala de grises de Walker, el blanco y negro conseguido informáticamente, es extremadamente efectivo en el formato grande, y los personajes de Walker parecen más humanos que muchos personajes de Warhammer."
Conocido originalmente por su estilo lustroso y pintado, y por el gran detalle de su entintado, desde 1988 Walker ha cambiado su método de trabajo, usando una línea de contraste alta, con grandes sombras combinadas con un coloreado infográfico plano, reminiscente del estilo de Mike Mignola.
Desde 2002, a pesar de un par de historias para Judge Dredd, ha trabajado fundamentalmente en el mercado del cómic norteamericano, empezando con Legión de Superhéroes de DC Comics, escrita por Dan Abnett y Andy Lanning, y después en Marvel Comics. En abril de 2006, trabajó en el cross-over de Marvel "Annihilation", en la que los guionistas antes mencionados escribieron Nova, uno de los títulos que comprendían el mismo.
En 2005, la agencia de diseño ODD encargó a Walker el dibujo del personaje de James Bond de 13 años para la primera novela protagonizada por el mismo, escrita por Charlie Higson, SilverFin. También ilustró una adaptación al cómic en novela gráfica de SilverFin en 2008, y dibujó las portadas de las novelas del Joven Bond publicadas en Estados Unidos por Hyperion Books.
Walker dibujó la tercera parte de la serie Marvel Zombies, con guiones de Fred Van Lente. El mismo equipo creativo repitió para Marvel Zombies 4.  A continuación se volvió con Dan Abnett y Andy Lanning para dibujar la miniserie Realm of Kings: Imperial Guard, tras la que se convirtió en el dibujante regular de Thunderbolts, tras el reboot del equipo que tuvo lugar tras el evento llamado "La Edad Heroica", todo ello para Marvel.